# Corvara, Sydtyrolen
Corvara är en ort och kommun i provinsen Sydtyrolen i regionen Trentino-Sydtyrolen i Italien. Kommunen hade 1 378 invånare (2018).